# Teriazoume
"Teriazoume" (alfabeto grego: "Ταιριάζουμε", tradução portuguesa: "Nós combinamos") foi a canção que representou Chipre no  Festival Eurovisão da Canção 1992, interpretada em grego por Evridiki. Foi a nona canção a ser interpretada na noite do evento, a seguir à canção portuguesa "Amor d'água fresca", interpretada por Dina  e antes da canção "Little Child", cantada por Mary Spiteri. Terminou a competição em 11.º lugar (entre 23 participantes), tendo recebido um total de 57 pontos.

## Autores
- Letrista: Giorgos Theophanous,
Leonidas Malenis
- Compositor: Giorgos Theophanous,
Leonidas Malenis
- Orquestrador: Giorgos Theophanous

## Letra
A canção é uma balada de amor, com Evridiki dizendo ao seu amante que eles ambos gostam das mesma coisas. 

## Versões
Evridiki lançou esta canção também em :
- inglês: "In love I trust" e em
- francês: "Le feu c'est nous"